# 微生物マット

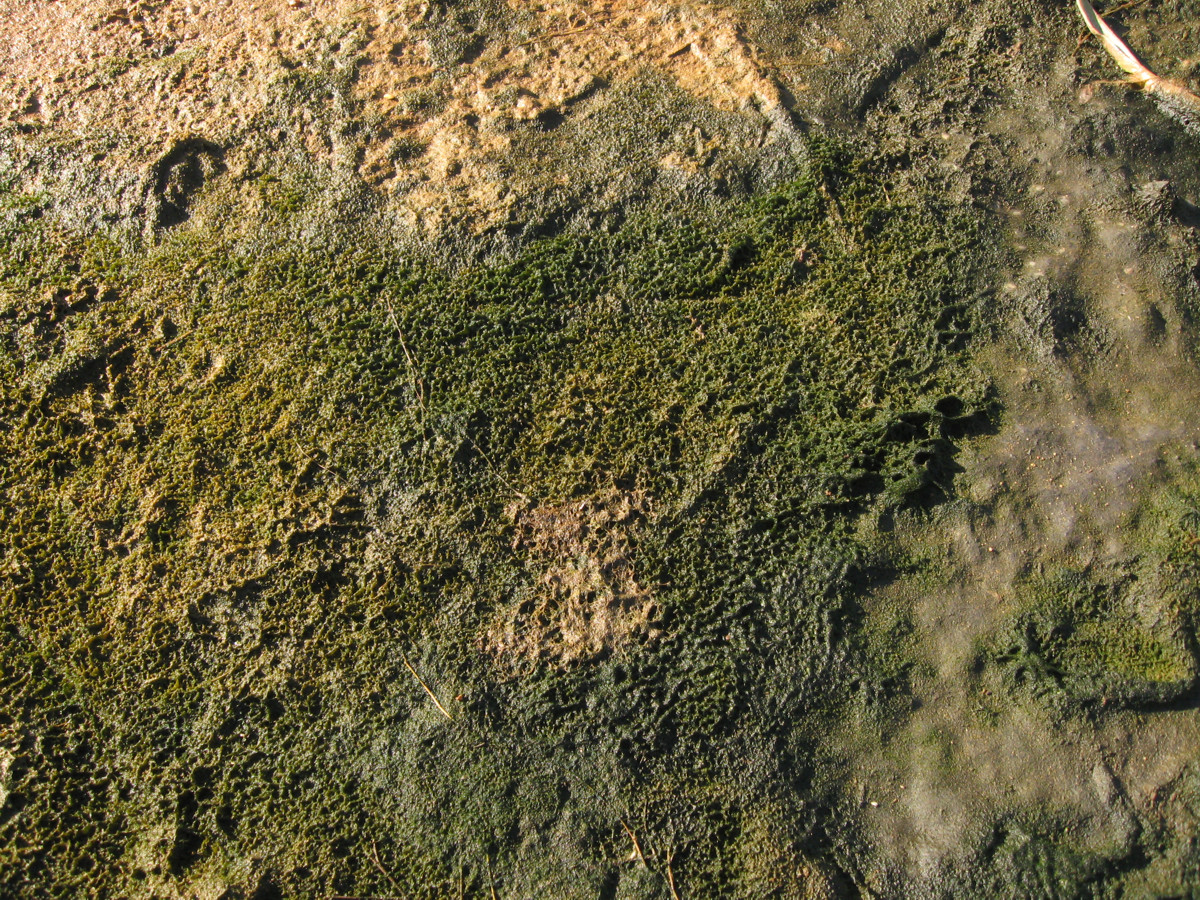
シアノバクテリアや藻類などからなる微生物マット

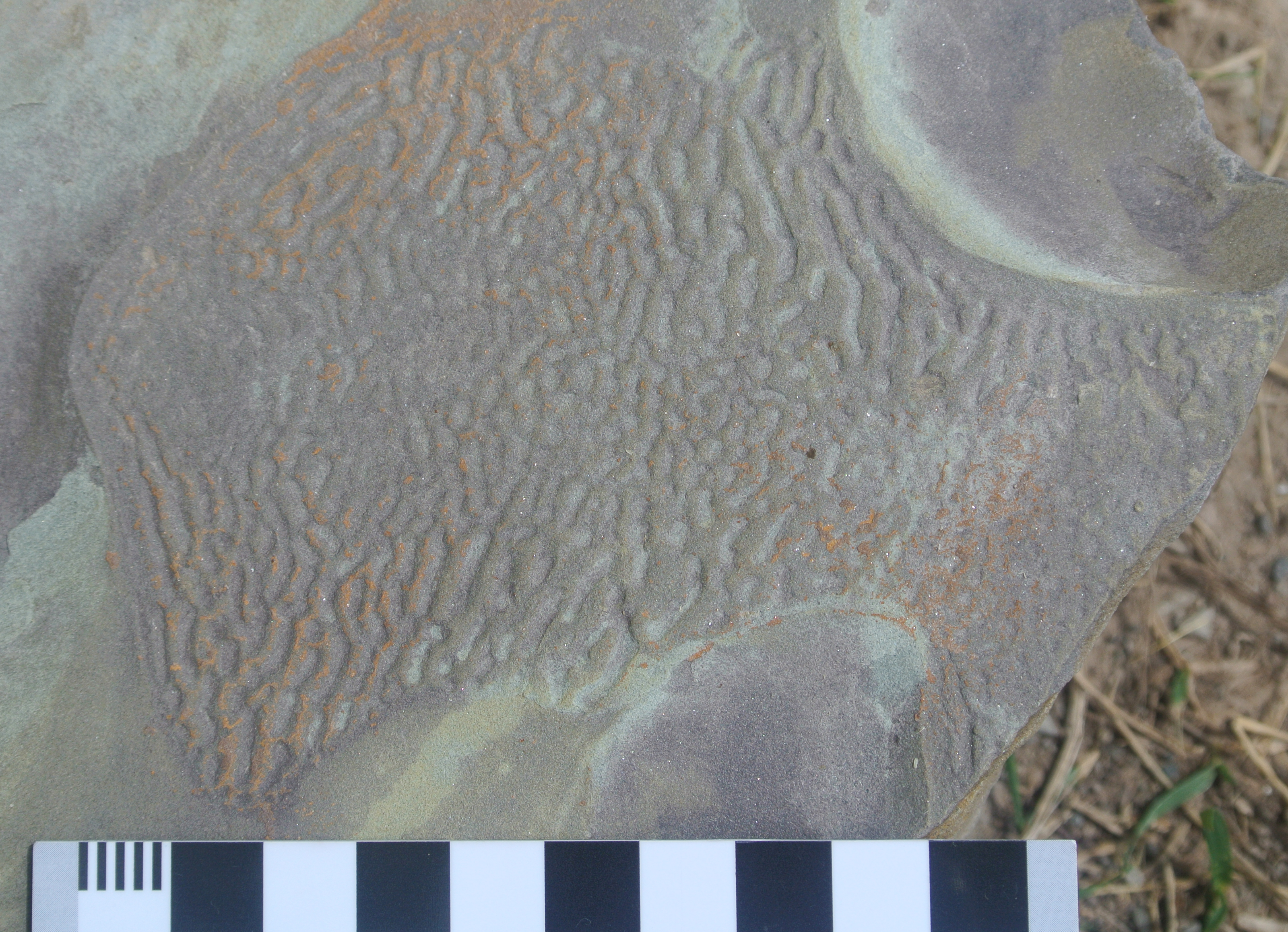
微生物マットの化石記録。

微生物マット(英語:Microbial mat)とは、複数の細菌（バクテリア）や古細菌などからなる生成物であるバイオフィルムを含んだ微生物がマット状に増殖したコロニーである。バイオマットなどとも呼ばれ、35億年前の有機質チャートの堆積環境（Microbially induced sedimentary structure）で形成されていた証拠が見つかっている。